# 2019年東亞青年運動會
2019年東亞青年運動會（英語：2019 Taichung East Asian Youth Games），原預定於2019年8月24日至8月31日在臺灣臺中市舉行的第一屆東亞青年運動會，前身是2013年為止的東亞運動會。2018年7月24日上午10時，東亞奧林匹克委員會協會召集會員舉行臨時理事會取消臺中市的主辦權，使該屆賽事在實質上停辦。

## 概述
2014年10月24日，在北京舉辦的第32屆東亞運動會總會理事會上，由臺灣臺中市獲得了2019年舉辦的第一屆東亞青年運動會的舉辦權。
原定是臺灣繼高雄世運、臺北聽奧和臺北世大運後第四次舉辦大型國際綜合運動賽事，也將是臺灣首次舉辦奧運體系的國際賽事。預計會有來自9個國家和地區的2,300名運動員參賽。開閉幕將於臺中洲際棒球場舉行，競賽場館除了臺中市，亦有部分比賽將於鄰近縣市彰化縣和南投縣舉行。

## 組織
最初臺中市政府預計於2014年12月成立2019年東亞青年運動會籌備委員會，但因市長更替，後遲至2015年6月26日才掛牌成立。
依據《二〇一九臺中東亞青年運動會籌備委員會設置要點》，籌委會為非營利法人組織，將於成立東亞青運非營利法人組織後解散。委員會置委員31－45人，主任委員由臺中市市長兼任，副主任委員3－5人，其餘委員資格需具有中央與市府相關業務主管機關代表、中華奧林匹克委員會代表、競賽項目全國單項協會代表，或各領域專家、學者，另置榮譽主任委員1－3人以及總顧問1－2人，所有委員與顧問均由主任委員聘（派）兼之。任期兩年，得連任，但各機關、委員會、協會人員兼任委員，應隨其本職進退。

## 原定的舉辦場館
臺中市政府初步規劃了比賽場館，開閉幕式預定在臺中洲際棒球場，運動項目辦在臺中市的有水上運動項目在北區國民運動中心、田徑在國立臺灣體育運動大學田徑場（臺中體育場）、羽球在朝馬國民運動中心、三對三籃球在臺中市政府臺灣大道市政大樓府前廣場、跆拳道在國立臺灣體育運動大學體育館、柔道在洲際棒球文創園區多功能運動中心、網球（含軟網）項目在臺中市網球中心、沙灘排球在后里馬場國際馬術障礙競技場、桌球在中港高中體育館、武術在中興大學體育館、自由車在臺中市自由車場，辦在其他縣市的有室內五人制足球在彰化縣彰化縣立體育場、輕艇在南投日月潭伊達邵碼頭。
中正國民運動中心、朝馬國民運動中心、臺中市網球中心三個即將興建的場館預計2016年可完工，其餘九個現有場館將進行局部整修。而選手村則規劃由現有的4星級以上旅館讓選手入住。

## 原定的參賽國家和地區
- 中華臺北
- 中国
- 中國香港
- 中國澳門
- 日本
- 蒙古国
- 關島

## 计划的比賽項目
依據《東亞奧協會章》規定，競賽運動項目共分為核心運動（奧運項目）、非核心運動（非奧運項目）。臺中東亞青運比賽項目共有核心運動10項、非核心運動4項，非核心運動項目由主辦國決定。

### 核心運動
- 田徑
- 水上運動（游泳及跳水）
- 柔道
- 跆拳道
- 三對三籃球
- 五人制足球
- 桌球
- 羽球
- 網球（網球、軟式網球）
- 沙灘排球

### 非核心運動
原暫定為自由車與輕艇與武術與保齡球。
2018年1月27日，香港霍英東集團副總裁、亞洲電子體育聯合會主席霍啟剛，接受香港文匯報記者採訪時表示，已向本赛組委會提交申請，希望爭取將電子競技納入列為比賽項目。

## 台中市舉辦權遭取消

### 概述
2018年7月24日上午10時，东亚奥协理事会在北京召開臨時理事會，經過一番討論後，会议认为台湾民間正推動的「东京奥运正名公投」活动会让东亚青年运动会面临「政治风险」以及「政治干扰」，及被認為是「公然挑戰奧委會模式」，最後以舉手表決方式决定是否取消台中市主办权。
- 贊成取消者： 中国、 中國香港、 中國澳門、 蒙古国、 、 、東亞奧協理事會主席劉鵬（時任 中华人民共和国全国政协委员）
- 反對取消者： 中華臺北
- 棄權者： 日本，認為「事關重大應延後再議」

最終臨時理事會以「7票贊成、1票反對及1票棄權」取消台中市的主辦權。

### 各方反應
- 中共中央台灣工作辦公室於記者會表示，民進黨政府放任縱容「東京奧運正名公投」，挑釁「奧運規定」，違反國際體育界的共識。因此，國臺辦贊成東亞奧協取消臺灣舉辦資格的決定。[17]
- 中華奧會新聞稿表示，「東京奧運正名公投」是民間發起，尚未成案，不應以此理由取消臺灣舉辦權，對此中華奧會深表遺憾。[18]
- 中华民国總統蔡英文表示，中國不斷打壓臺灣，威脅臺灣的自由民主生活方式；在中國的施壓下，原訂在臺灣舉辦的東亞青年運動會被迫停辦，但臺灣不會在壓力下屈服，身為國際社會負責任的一員，我們會持續努力維護區域的和平穩定。[19]
- 美国國務院發言人表示，美國支持台灣加入不以國家為參與資格的國際組織，也支持台灣有意義參與以國家為會員資格的國際組織，並呼籲「相關各方進行能有成果的對話，避免會使情勢升高或不穩的行動」。[20]
- 2018年7月24日，中华民国立法院院長蘇嘉全透過立法院發出新聞稿聲明指出，譴責中國蠻橫干預。[21]
- 2018年7月25日，台北市長柯文哲表示，他一直不希望兩岸關係越來越緊張、局面越來越僵，所以當時提出5個互相，包含「互相認識、互相了解、互相尊重、互相合作、互相諒解」。而這件事很清楚，北京政府不了解台灣社會，這件事不僅是台中市民會不滿，也會造成台灣人民的不滿，「我認為這是不智的行為」。[22]
- 2018年7月27日，淡江大學蘭陽校區全球政治經濟學系主任包正豪在臉書痛批2020年日本東京奧運正名台灣公投提案人紀政，「妳紀政可以透過這個體育賽事正名去擷取政治利益，反正妳也跑不動了，但其他運動員的運動生命和事業還需要參與，妳不能自己不需要，就拿那別人的人生當賭注和犧牲，這樣很賤」。[23]
- 2018年7月29日，2020東京奧運台灣正名聯盟於台北市西門町舉辦「中國嘜擱亂！力挺東亞青運晚會」；紀政強調，「支持公投並不等於支持台獨」，希望外界支持。
- 2018年7月30日，台中市政府市長林佳龍等人召開國際記者會表示，以主辦城市首長兼任2019第一屆東亞青運籌委會主委身分提出四大理由正式向東亞奧會提出申復，同步發函給東亞奧協九個國家地區代表，並痛批政治介入體育，在國際運動史上最不光彩一頁。[24]
- 2018年8月1日，英国议会友台小組共同主席下議院議員奈杰尔·埃文斯、上議院議員丹尼斯·罗根（英语：Dennis Rogan, Baron Rogan）男爵發表共同聲明，對東亞奧協貿然取消台中市政府主辦權深表遺憾，認為此決議不僅忽視東亞九個國家地區選手參賽權，也違反奧運秉持精神，以及違反東亞奧會會章明定「推廣東亞地區奧林匹克運動」宗旨。[25]
- 2018年8月13日，台中市政府市長林佳龍表示，台中市政府已收到東亞奥協主席劉鵬回函表示，取消第一屆東亞青年運動會的結果並未改變，該結果令人深感遺憾，會繼續訴請國際運動仲裁法庭提出上訴，另外有備案捍衛選手的參賽權，讓年輕選手在18歲前有比賽舞台，仍會籌辦明年舉辦國際性運動比賽；林佳龍在臉書表示，不會放棄任何機會。預計再尋求瑞士洛桑國際運動仲裁法庭救濟，包括調解及仲裁，法制單位也正在研究訴訟的可能。[26][27]
- 2018年8月20日，中國國民黨立法委员、台中市長候選人盧秀燕發起「搶救東亞青運行動」，呼籲台中市長林佳龍拿出運動家精神，全力搶救東亞青運，不要輕言放棄。[28]
- 2018年8月17日，德国聯邦議會國會友台小組主席克勞斯·彼得·威爾許（英语：Klaus-Peter Willsch）表示，東亞奥協屈服於中國大陸的壓力作出“違反合約的決定”，不僅剝奪各國年輕運動員參與盛會的權利，也“不符合奧林匹克精神”。聯盟黨聯邦議會青年議員小組主席馬克·豪普特曼（英语：Mark Hauptmann）指出，中國大陆宣稱台灣民間發起2020年東京奧運正名公投，導致台中東亞青運的主辦權被取消，事實上在“民主國家”如台灣，公民透過公投表達政治立場屬言論自由的範疇；馬克·豪普特曼呼籲東亞奥協不要再“屈服於政治考量”，重新考慮決定。[29]
- 2018年8月27日，駐丹麥台北代表處代表莊恆盛在《日德蘭郵報》投書表示，中國大陸以軟硬兼施方式，迫使東亞奧協取消2019年台中東亞青運主辦權，直接赤裸裸以政治干涉國際體育賽事，損害參賽國權益。莊恆盛指出，台灣是中國大陸崛起受害者，中共無視台中市已投入2千多萬美元賽事建設費用，操控國際賽事，期待國際社會瞭解本案真相，並呼籲國際社會拒絕政治干擾，支持台中爭回首屆東亞青年運動會的主辦權。[30]
- 2018年9月1日，臺北駐日經濟文化代表處代表謝長廷在《東京新聞》投書表示，呼籲日本及國際社會支持台灣爭取恢復主辦首屆東亞青運。[31]
- 2018年9月4日，中國國民黨籍台中市議員張瀞分、張廖乃綸、蘇柏興、李榮鴻等人，上午在台中市議會教育文化業務質詢中表示，前市長胡志強任內好不容易爭取到奧會體系的東亞青運主辦權，是運動員最期待的國際運動賽事，國民黨議員一直全力配合推動，結果民進黨執政後卻把一盤好棋打翻了、把一桌好菜都搞砸了，國民黨議員要求台中市長林佳龍積極全力爭取恢復舉辦東亞青運，不要再開空頭支票欺騙運動員及民眾。[32]
- 2018年11月，正式向國際體育仲裁院申請調解，但遭東亞奧協拒絕。
- 2018年12月3日，前立委、台中市長當選人盧秀燕，拜會中華奧會，了解東亞青運復辦的可行性。盧秀燕表示，目前多管齊下爭取，只要任何管道可以促成，都會虛心請教與拜託，每個東亞奧協成員國也都盡量請託，各種機會都不會放棄。[33]
- 2019年1月15日，台中市副市長令狐榮達表示，當初因東奧正名公投，遭質疑違反奧會協議，現在公投結果出爐，當初反對理由消失，照常理有努力空間，盧秀燕市府會與中華奧會研議推動。[34]
- 2019年2月18日，台中市副市長令狐榮達表示，恢復舉辦東亞青年運動會雖有難度，但非完全沒機會，台中市政府目前仍不放棄，還在積極努力爭取，希望中央政府也能居中協助及支持。[35]
- 2019年2月22日，台中市長盧秀燕受訪表示，中華奧會等各界朋友的穿針引線，目前仍不放棄還在努力中，希望盡量爭取2021年復辦。[36]
- 2019年3月19日，中華奧會主席林鴻道表示，3月底東亞運動總會將召開理事會，將對此再做討論。林鴻道坦言復辦有難度，但仍會積極溝通。最終因2019冠狀病毒病疫情及政治壓力下未能復辦。[37]

## 後續
臺中市政府將依奧會制度及合約書規定提申復與向國際體育仲裁院提出仲裁；另宣布擬於2019年同時自辦「亞太青年運動會」，會與東亞青運的原定時間錯開。東亞奧協方面尚未發表後續比賽的計畫。

## 外部連結
- 2019年東亞青年運動會的Facebook專頁
- 2019年東亞青年運動會官方網站（页面存档备份，存于）

| 前任： 首屆 | 东亚青年运动会 臺中 2019（取消） | 繼任： 烏蘭巴托 |